# Paraphysornis brasiliensis
A Paraphysornis brasiliensis a madarak (Aves) osztályának kígyászdarualakúak (Cariamiformes) rendjébe, ezen belül a fosszilis gyilokmadarak (Phorusrhacidae) családjába tartozó faj.
Nemének egyetlen faja.

## Tudnivalók
A Paraphysornis brasiliensis Brazília röpképtelen madarai közé tartozik. A madár hossza körülbelül 2 méter lehetett. Fejhossza 60 centiméter volt. A Paraphysornis körülbelül 23 millió évvel ezelőtt élt, az oligocén és a miocén határán.

### Fordítás
- Ez a szócikk részben vagy egészben  a   Paraphysornis című angol Wikipédia-szócikk ezen változatának fordításán alapul.  Az eredeti cikk szerkesztőit annak laptörténete sorolja fel. Ez a jelzés csupán a megfogalmazás eredetét és a szerzői jogokat jelzi, nem szolgál a cikkben szereplő információk forrásmegjelöléseként.